# MT-45
MT-45（IC-6）是一种含氮有机化合物，化学式C24H32N2，属于哌嗪衍生物，1970年代由日本住友制药作为類阿片镇痛药开发。